# История на Шотландия
Историята на Шотландия започва преди около 10 000 години, когато за първи път хора започват да се заселват тук след края на последната ледникова епоха. От цивилизациите, които са съществували тук по време на каменната, бронзовата и желязната ера, са останали много артефакти, но малко писмени паметници са останали от тази епоха.
Писмената история на Шотландия започва най-вече с пристигането на римляните по тези места, когато Римската империя завладява тази част от острова, където днес се намират Англия и Уелс и я превръща в своя провинция, като я нарича Британия. Северната част, която не била под властта на римляните, била наречена Каледония и тя била обитавана от т.нар. пикти. От гледна точка на класическата история Шотландия изглеждала периферна държава, в която трудно проникват откритията и нововъведенията, използвани в средиземноморските цивилизации. Но когато знанията за миналото се увеличили, започнало да става очевидно, че в някои отношения Шотландия се е развила по-бързо и по-добре, отколкото се смятало преди и че морските пътища са оказали сериозно влияние върху развитието на страната.
Заради своята географска ориентация и честото използване на търговските морски пътища, Шотландия поддържала тесни връзки с балтийските държави на изток и посредством Ирландия с Франция и континенталната част на Европа. След Акта на Обединението с Англия през 1707 г. и последвалите след това шотландско Просвещение и индустриална революция, Шотландия се превръща в една от търговските, интелектуалните и индустриални сили на Европа.
След Втората световна война следва особено остър индустриален срив, но през последните десетилетия се наблюдава нещо като културен и икономически Ренесанс, предизвикан от възстановяването на сектора за финансови услуги, добива на нефт и природен газ от Северно море и създаването на собствен парламент.